# (7745) 1987 DB6
(7745) 1987 DB6 (1987 DB6, 1990 UQ6, 1994 PW34) — астероїд головного поясу, відкритий 22 лютого 1987 року.
Тіссеранів параметр щодо Юпітера — 3,282.